# Moosacher St.-Martins-Platz (metrostation)
Moosacher St.-Martins-Platz is een metrostation in de wijk Moosach van de Duitse stad München. Het station werd geopend op 11 december 2010 en wordt bediend door lijn U3 van de metro van München.